# Mamadi Indoka
Mamadi Indoka est un réalisateur et scénariste congolais né le 7 novembre 1976 à Kinshasa (République démocratique du Congo).

## Biographie

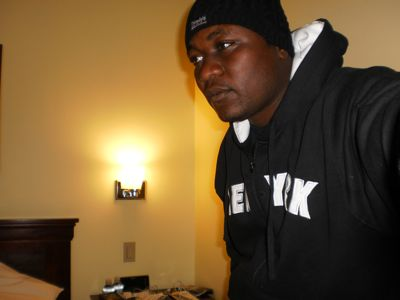
Mamadi Indoka

Né à Kinshasa, Mamadi Indoka rencontre le monde du cinéma en 2002 à l’occasion du tournage d’un court métrage à Madrid. Dès lors, il décide de prendre le 7e art comme son bouclier. Il fait ses études de cinéma au Canada et États-Unis où il obtient son titre de réalisateur et scénariste.
En 2005, il écrit et réalise son premier court métrage Une nuit d'enfer. En 2006, il écrit et réalise un autre court métrage, La Beauté de la mort puis, en 2007, il réalise son premier long métrage 32 ans après, écrit par Sebastiao Ndombasi. En 2008, il écrit et réalise le documentaire La Pêche artisanales et en 2010, il réalise 2 courts métrages Le Sida écrit par Lionel Mwedi Malila et Victime écrit par Mamadi Indoka, en 2010 il tourne son deuxième long métrage L'héritage envahi, écrit et réalisé par Mamadi Indoka avec le soutien de l'agence de production, Congo Films Productions. 
www.mamadiindoka.com

## Filmographie

### Réalisateur et scénariste
- 2005 : Une nuit d’enfer (court métrage)
- 2006 : La Beauté de la mort (court métrage)
- 2007 : 32 ans après (long métrage)
- 2008 : La Pêche artisanale (documentaire)
- 2010 : Le Sida (court métrage)
- 2010 : Victime (court métrage)
- 2010 : Héritage envahi (Long Métrage)
- 2011 : Kuluna (Court Métrage)
- 2013 : Une vie de souffrance (Documentaire)
- 2014 : Mokili (Court Métrage)